# Psicotest
Psicotest (fundada por tres especialistas en psicometría, tecnología y Recursos Humanos en el 2001 en Monterrey, Nuevo León, México) es una organización que diseña, estandariza y crea pruebas psicométricas laborales en línea. En la actualidad se destaca por evaluar a más de 5 millones de personas en 26 países y por ser la primera empresa mexicana en ofrecer pruebas psicométricas gratis.

## Reseña biográfica
Después de su fundación, Psicotest desarrolla pruebas psicométricas independientes a las pruebas psicométricas tradicionales (Terman, Gordon, Kostick, etc.), respondiendo a la necesidad de evaluar a personas en contextos latinoamericanos actuales.
Las pruebas de Psicotest son: 
1. Cibain: Prueba de personalidad[2]
2. Cacter: Prueba de comportamiento[3]
3. Ciesman: Prueba de inteligencia[4]
4. Competian: Prueba de competencias laborales
5. Coleibor: Prueba de competencias laborales específicas para 39 profesiones
6. Coefiv: Prueba de habilidades de ventas
7. Genlider: Prueba de habilidades directivas y estilo de liderazgo
8. Inceval: Prueba de confianza, honestidad, ética y valores[5]

Posteriormente, crean Clibori, una encuesta de clima laboral anónima que evalúa 16 características con la cual las empresas pueden medir su clima laboral.
En el 2018, integran las tres guías de la NOM-035-STPS-2018, Norma Oficial Mexicana que tiene como objetivo establecer los elementos para identificar, analizar y prevenir los factores de riesgo psicosocial, así como para promover un entorno organizacional favorable en los centros de trabajo.

## Controversia
El 9 de diciembre de 2024, el periódico Publímetro publicó una nota especulativa sobre un ataque a Psicotest realizado por hackers sin identificar, aparecido supuestamente en la darkweb. El día 10 de diciembre de 2024 la empresa hizo publico un comunicado confirmando que no existían elementos probatorios de un acceso no autorizado a sus bases de datos.

## Otras participaciones
En el año 2016, Psicotest impartió una serie de cursos gratuitos a nivel internacional para los profesionales de Recursos Humanos.
En el 2021, Impartió un Diplomado en Gestión de Recursos Humanos, becando al 100% a alumnos de la Universidad Metropolitana de Monterrey, la Universidad Autónoma de Nuevo León y la Universidad de Monterrey.
En el 2022, inició un Programa de apoyo a la sociedad proporcionando psicometría gratuita a instituciones de beneficencia, como La Casa de Reposo Sagrado Corazón de Jesús y la Casa Hogar San Juan Bosco.